# 短尾蜂鸟
短尾蜂鸟（学名：Myrmia micrura），是雨燕目蜂鸟科的一种鸟类，为短尾蜂鸟属（学名：Myrmia）的唯一一种。
短尾蜂鸟体重约2.3克，翼长约33.9毫米，嘴峰长约15.8毫米，喙宽度约1.5毫米，喙厚度约1.2毫米，跗蹠长约3.7毫米，尾长约15毫米。短尾蜂鸟在其分布区内为留鸟，其栖息在半开放的灌木丛中，食性为草食性，主要食物来源是植物的花蜜。
短尾蜂鸟分布于厄瓜多尔西南部和秘鲁西北部。该物种是单型物种，没有亚种分化。